# Réserve naturelle du lac Rakutowski
La réserve naturelle du lac Rakutowski est une réserve faunique polonaise située dans la gmina de Kowal, dans le powiat de Włocławek, en voïvodie de Couïavie-Poméranie. Elle est incluse dans le parc paysager Gostynin-Włocławek.

## Localisation
La réserve du lac Rakutowski se situe dans la gmina de Kowal, dans le powiat de Włocławek, en voïvodie de Couïavie-Poméranie. Elle fait partie du parc paysager Gostynin-Włocławek.
Le lac Rakutowski a une superficie de 300,5 hectares.

## Histoire
La réserve est créée par arrêté du ministre des Forêts et de l'Industrie du Bois le 26 mars 1982. Selon la loi qui marque sa fondation, l'objectif de la protection est de préserver le plus grand lac de la région des lacs de Gostynin et les zones adjacentes, qui abritent des espèces végétales typiques de la région et sont l'habitat de nombreuses espèces d'oiseaux rares.
La zone de réserve est sous protection active.

## Faune
La tourbière de la réserve, située en zone Natura 2000, accueille des chevaux de race Konik (un étalon et cinq juments) en 2015.